# Dayellus dayi
Dayellus dayi är en rundmaskart som beskrevs av John Inglis 1964. Dayellus dayi ingår i släktet Dayellus och familjen Phanodermatidae. Inga underarter finns listade i Catalogue of Life.